# Gérard Buquoy
 (février 2024).
Si vous disposez d'ouvrages ou d'articles de référence ou si vous connaissez des sites web de qualité traitant du thème abordé ici, merci de compléter l'article en donnant les références utiles à sa vérifiabilité et en les liant à la section « Notes et références ».
Gérard Buquoy, né le 20 juin 1944, est un sculpteur et médailleur français.

## Biographie
Gérard Buquoy est chef du service de la gravure de La Monnaie de Paris du 1er mars au 31 décembre 2001, remplacé par Serge Levet.

## Œuvres
- Vingt francs Jeux méditerranéens.
- Médaille d'André Bègue 1944-1983, directeur de l'établissement de Pessac de 1973 à 1983.
- Médaille du Professeur Jean Rivière (Bordeaux, 16 novembre 1921 - 2002), château Haut-Levèque. Ses élèves, ses amis, 1991. Bronze. Diamètre 72 mm, poids 191 g.
- Médaille Léognan, La ville dans la campagne, L'eau Blanche, Gironde. Monnaie de Paris. Bronze. Diamètre : 81 mm, poids : 283 g.
- 500 FRANCS OR JEUX OLYMPIQUES ALBERTVILLE 1992 PIERRE DE COUBERTIN 1991 source Gadoury
- Médaille calendrier 1994 motif "oiseaux" Ø98.7mm 560 gr en bronze